# Bolat Nijazymbetov
Bolat Nijazymbetov (in kazako Болат Ниязымбетов?; Taraz, 19 settembre 1972) è un ex pugile kazako.

## Palmarès

### Olimpiadi
- 1 medaglia:
  - 1 bronzo (Atlanta 1996 nei pesi superleggeri)

### Giochi asiatici
- 1 medaglia:
  - 1 bronzo (Hiroshima 1994 nei pesi superleggeri)